# مارجريت عازر
مارجريت عازر عضو مجلس الشعب المصري السابقة، تم أنتخاباها عن الدائرة الأولي قوائم في أنتخابات مجلس الشعب 2011 عن قائمة حزب الوفد الجديد.